# Carabanchel

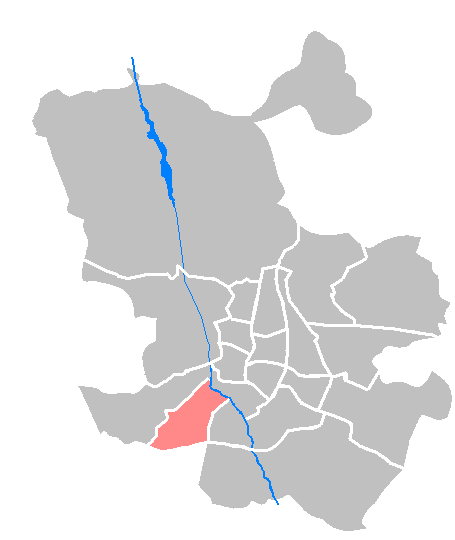
Lage Carabanchels in Madrid

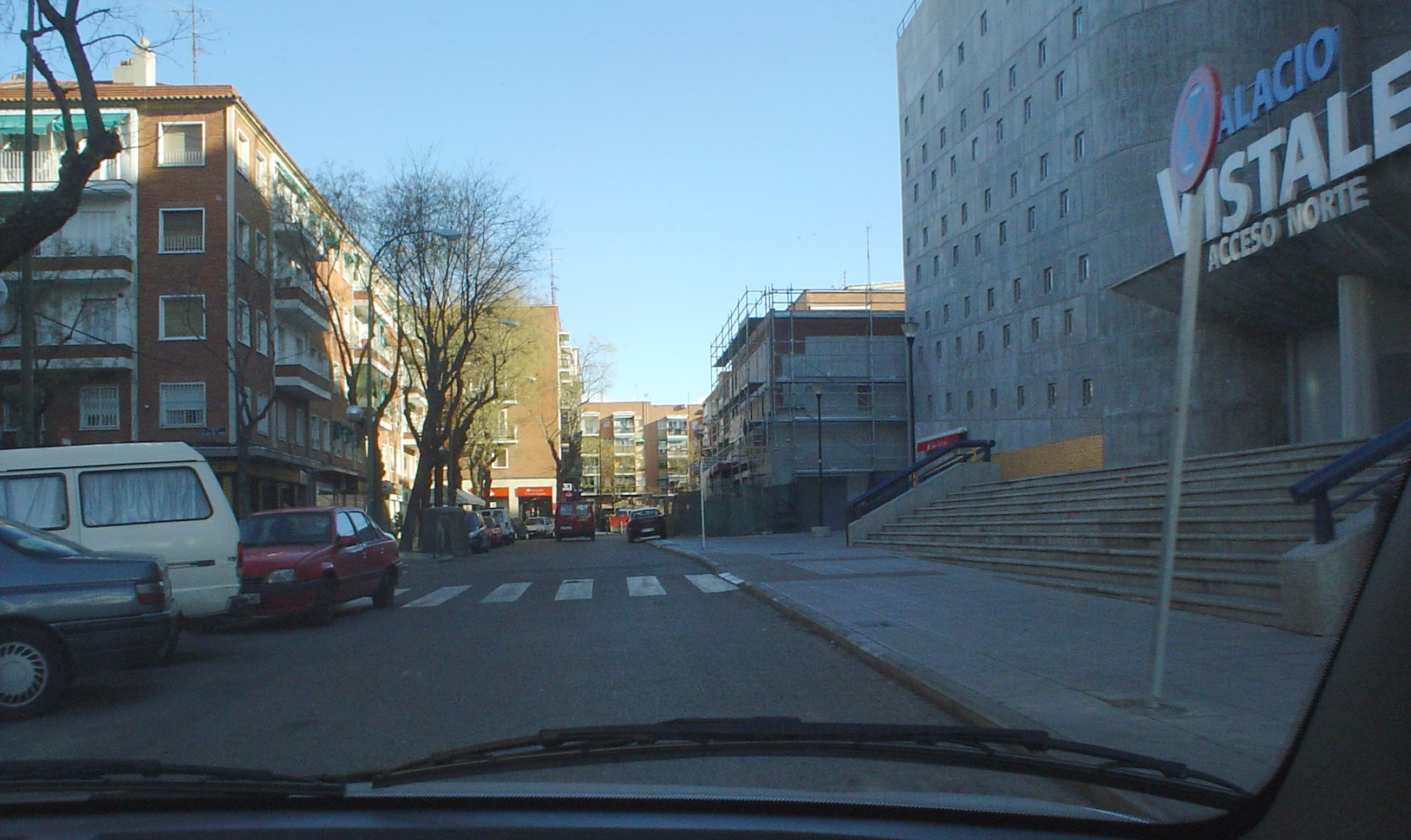
Palacio Vistalegre in Carabanchel Bajo

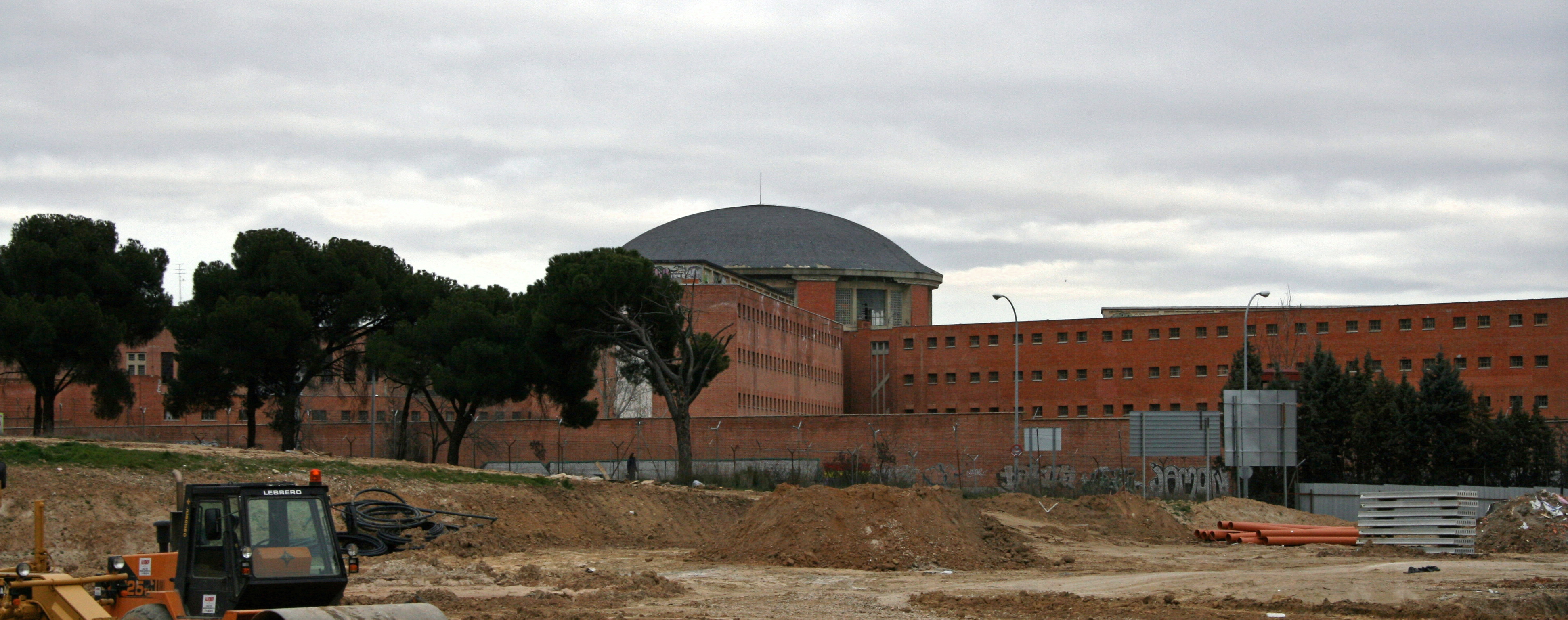
Das frühere Gefängnis in Carabanchel

Carabanchel ist ein Stadtbezirk im Südwesten Madrids, Spanien. Er hat 250.000 Einwohner und besteht verwaltungstechnisch aus den Vierteln Comillas (111), Opañel (112), San Isidro (113), Vista Alegre (114), Puerta Bonita (115), Buenavista (116) und Abrantes (117).

## Geschichte
Archäologische Funde bestätigen eine Besiedelung auf den Terrassen des Manzanares bereits in prähistorischer Zeit seit dem Paläolithikum. Es gibt jedoch keine Beweise hierfür zu römischer oder westgotischer Zeit. Es existierte aber eine römische Poststation (Latein: mansio) namens Miacium, die sich oberhalb der Straße befand, die Titulcia mit Segovia verband.
Im Spanischen Bürgerkrieg war Carabanchel Schauplatz schwerer Kämpfe während der Schlacht um Madrid, als nationalistische Truppen versuchten, den Ort zu erobern und dabei schwere Verluste im Straßenkampf hinnehmen mussten. Während der verbleibenden Belagerung von Madrid verlief die Front quer durch die Straßen Carabanchels, bis das republikanische Madrid am 28. März 1939 fiel.
Die Gemeinden Carabanchel Alto und Carabanchel Bajo wurden 1948 nach Madrid eingemeindet.
In Carabanchel stand bis 1998 eines der berüchtigtsten Gefängnisse Spaniens, in welchem während der Franco-Ära viele politische Gefangene inhaftiert waren.

## Wichtige Straßen
Eine der wichtigsten Straßen Carabanchels ist die General Ricardos, die fast den ganzen Stadtteil durchzieht. Sie beginnt bei der Marqués de Vadillo und endet bei Eugenia de Montijo.
Weitere wichtige Straßen sind: Oporto, Antonio López, Antonio Leyva, Vía Lusitana, Abrantes, Camino Viejo de Leganes, Avenida de los Poblados, La Oca, Eugenia de Montijo, Aguacate, Muñóz Grandes, Fátima, Carpetana.

## Bauwerke
- Estadio Antiguo Canódromo

## Töchter und Söhne des Bezirks
- Eduardo Chozas Olmo (* 1960), Radrennfahrer
- Santiago Segura (* 1965), Schauspieler